# Archipsocus floridanus
Archipsocus floridanus är en insektsart som beskrevs av Edward L. Mockford 1953. Archipsocus floridanus ingår i släktet Archipsocus och familjen Archipsocidae. Inga underarter finns listade i Catalogue of Life.